# Fragneto l’Abate
Fragneto l’Abate ist eine Gemeinde in Italien in der Region Kampanien in der Provinz Benevento mit 940 Einwohnern (Stand 31. Dezember 2023).

## Geographie

Lage von Fragneto l’Abate

Die Gemeinde liegt etwa 30 km nördlich der Provinzhauptstadt Benevento. Die Nachbargemeinden sind Campolattaro, Circello, Fragneto Monforte, Pesco Sannita und Reino.

## Wirtschaft
Die Gemeinde lebt hauptsächlich von der Landwirtschaft.

## Infrastruktur

### Straße
Fragneto l’Abate liegt an der Strada statale 212 della Val Fortore und an der Staatsstraße Benevento-Termoli.

### Bahn
Fragneto l’Abate liegt an der Bahnstrecke Benevento–Campobasso.

### Flug
Der nächstgelegene Flughafen ist der Flughafen Neapel.